# Marcoussis
Marcoussis är en kommun i departementet Essonne i regionen Île-de-France i norra Frankrike. Kommunen ligger i kantonen Montlhéry som tillhör arrondissementet Palaiseau. År 2022 hade Marcoussis 8 597 invånare.

## Befolkningsutveckling
Antalet invånare i kommunen Marcoussis
| Referens: INSEE |